# Лукьянюк, Алексей Васильевич
Алексей Лукьянюк (род. 12 декабря 1980 года в Москве) — российский автогонщик, мастер спорта международного класса по ралли, двукратный чемпион Европы по классическому ралли, чемпион России и Эстонии по ралли. C 2009 года его штурманом является Алексей Арнаутов.

## Спортивные достижения

### Победы в России
- 2014 год — Абсолютный Чемпион России по ралли;
- 2014 год — Чемпион России по ралли в классе N4;
- 2011 год — Обладатель Кубка России по ралли в классе 2000Н.

### Зарубежная спортивная карьера

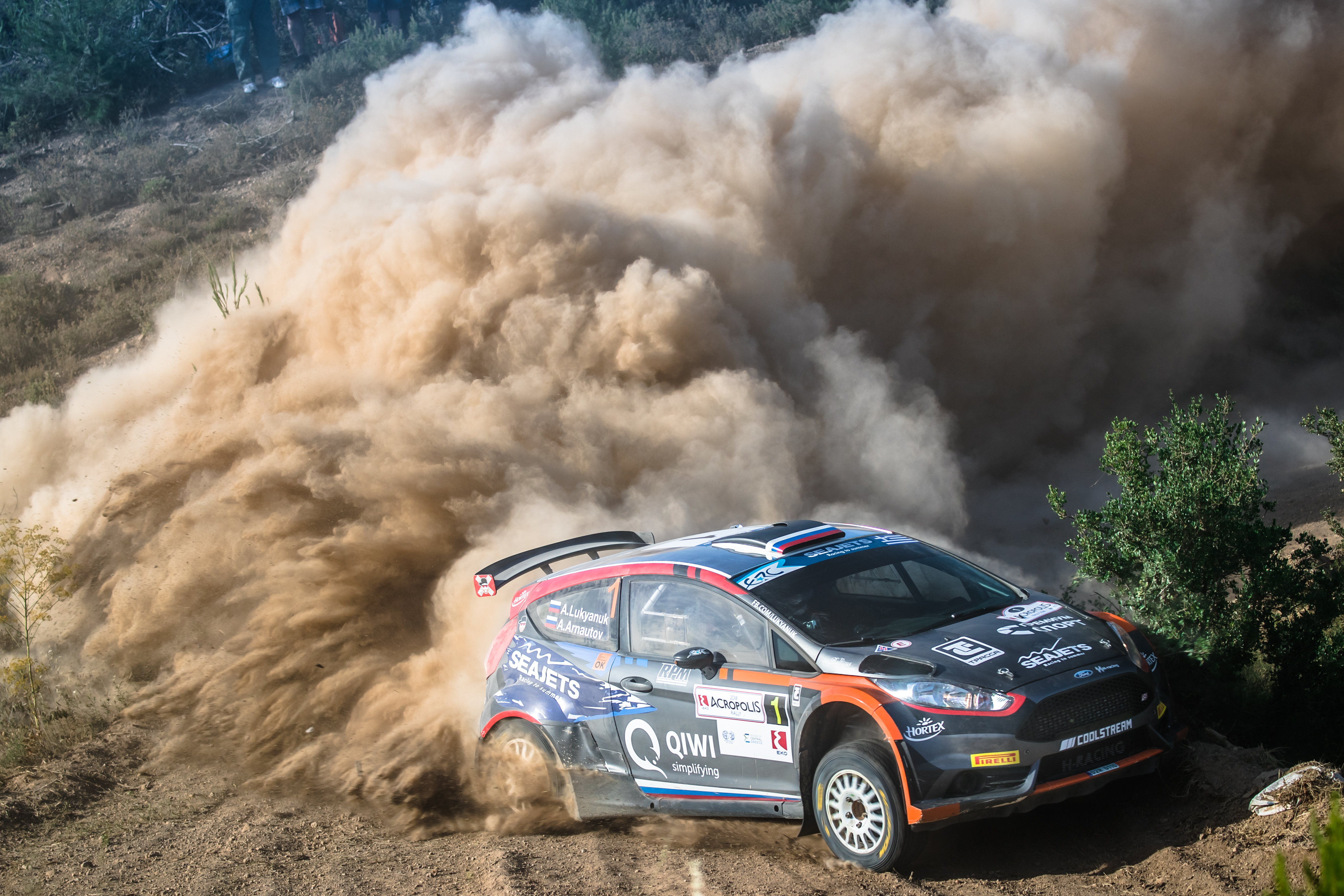
Ралли Акрополис 2018

- 2020 год — Абсолютный чемпион - Чемпионат Европы по ралли (fiaerc.com)
- 2019 год — Вице-чемпион Чемпионата Европы по ралли (fiaerc.com)
- 2018 год — Абсолютный чемпион - Чемпионат Европы по ралли (fiaerc.com)
- 2017 год — Четвертое место в Чемпионате Европы по ралли (fiaerc.com)
- 2016 год — Вице-чемпион Чемпионата Европы по ралли (fiaerc.com)
- 2015 год — Бронзовый призёр Чемпионата Европы по ралли (fiaerc.com)
- 2014 год — Абсолютный Чемпион Эстонии по ралли
- 2014 год — Чемпион Эстонии по ралли в классе N4
- 2014 год — 2 место в абсолютном зачете на этапе ERC auto24 Rally Estonia
- 2013 год — 1 место в классе 3 на этапе чемпионата мира по ралли в Финляндии
- 2012 год —1 место в абсолютном зачете на ралли Сааремаа, финальном этапе Чемпионата Эстонии и Кубка Балтии (впервые среди россиян)
- 2011 год — 5 место в абсолютном зачете на ралли Сааремаа, финальном этапе Чемпионата Эстонии и Кубка Балтии.

НАГРАДЫ
В Чемпионате Европы по ралли учреждена награда, названная в честь именитого, смелого и отчаянного гонщика Колина МакРея. Награда Colin McRae Flat Out Trophy вручается пилоту, который на протяжении гонки выступал наиболее зрелищно, отчаянно боролся за победу и не терял спортивный дух. Эта награда вручается на каждом этапе European Rally Championship, начиная с ралли Азорских островов 2010. В судейскую коллегию входят Жан-Пьер Николя (менеджер по развитию ERC), представитель телеканала Eurosport Жильберт Рой, а также отец гонщика Колина МакРея Джимми МакРей. Лукьянюк — единственный в мире пилот, удостоенный награды 7 раз.
- 2013 год — награда Colin McRae Flat Out Trophy на этапе ERC Liepaja-Ventspils в Латвии
- 2014 год — награда Colin McRae Flat Out Trophy на этапе ERC auto24 Rally Estonia
- 2015 год — награда Colin McRae Flat Out Trophy на этапе ERC Janner Rally
- 2015 год — награда Colin McRae Flat Out Trophy на этапе ERC auto24 Rally Estonia
- 2015 год — награда Colin McRae Flat Out Trophy на этапе ERC Rally Asphalistiki Cyprus
- 2017 год — награда Colin McRae Flat Out Trophy на этапе ERC Rally Rally Poland
- 2017 год — награда Colin McRae Flat Out Trophy на этапе ERC Rally Rally Liepaja - Итог сезона

СПОРТИВНЫЕ РЕЗУЛЬТАТЫ

### European Rally Championship
| Year | Car                           | 1         | 2       | 3        | 4         | 5       | 6        | 7        | 8        | 9         | 10        | ERC | Points |
| ---- | ----------------------------- | --------- | ------- | -------- | --------- | ------- | -------- | -------- | -------- | --------- | --------- | --- | ------ |
| 2015 | Ford Fiesta R5                | JÄN 25/3  | LAT 7/R | IRL 11/6 | AÇO -     | YPR -   | x        | CZE 23/4 | CYP 15/5 | GRC 4/R   | SUI 37/1  | 3rd | 157    |
| 2015 | Mitsubishi Lancer Evolution X | x         | x       | x        | x         | x       | EST 39/1 | x        | x        | x         | x         | 3rd | 157    |
| 2016 | Ford Fiesta R5                | ESP 25/13 | GBR 0/0 | GRC 1/7  | PRT 18/13 | BEL 0/0 | EST 0/7  | POL -    | CZE 0/6  | LVA 18/12 | CYP 25/14 | 2nd | 159    |
| 2017 | Ford Fiesta R5                | PRT 7     | ESP 39  | GRC -    | CYP -     | POL 0   | CZE 27   | ITA 0    | LVA -    | x         | x         | 4th | 73     |
| 2018 | Ford Fiesta R5                | PRT 37    | ESP 39  | GRC 7    | CYP -     | ITA 37  | CZE 30   | POL -    | LVA -    | x         | x         | 1st | 150    |
| 2019 | Citroen C3 R5                 | PRT 7     | ESP 7   | LAT 30   | POL 39    | ITA 21  | CZE x3   | CYP R    | HUN 28   | x         | x         | 2nd | 132    |
| 2020 | Citroen C3 R5                 | ITA 38    | LAT 32  | PRT 38   | HUN 8     | CAN 13  | x        | x        | x        | x         | x         | 1st | 121    |

Перед ралли Польши-2018 экипаж возглавил абсолютный зачет ERC c 150 набранными очками и тремя победами, став досрочно победителем серии
2019 год - вице-чемпионство в чемпионате Европы по ралли
2020 год - Чемпион Европы по ралли после асфальтового этапа на Канарских островах

## Карьера
Начал заниматься ралли в 2005 году. Первой машиной стали Жигули ВАЗ-2105 на этапе Клубного Ралли в Старой Шуе. Потом случайные старты по 2-3 этапа в год. Некоторые из них кончались финишем, но чаще техническим сходом, хотя скорость уже заставляла соперников вздрагивать. Чуть позднее появился Opel Astra GSI — отличная мощная машина, у которой, к сожалению, несколько страдала надёжность.
В 2009 году познакомился с Алексеем Арнаутовым. В декабре 2009 года экипаж выигрывает абсолютный зачёт ККР Ралли «Светогорск-2009».

### 2010 год — экипаж принимает участие в Кубке России. Автомобиль — Opel Astra GSI.
- «Ралли Яккима» — на первом же допе двигатель Опеля решил, что гонок сегодня не будет и взорвался.
- «Ралли Голубые Озера» — история повторилась… Экипаж стартовал на жигулях в качестве нулевого экипажа и радовал зрителей соревнований на заднеприводном автомобиле.
- «Ралли Выборг» — небольшая ошибка в записи привела к драматичному вылету в деревья. К счастью экипаж не пострадал, а автомобиль потребовал не самого длительного ремонта.
- «Струги Красные»
- «Санкт-Петербург» — финиш на Опеле на третьей позиции абсолютного зачета! Многие экипажи на полноприводной технике остались разочарованы своим выступлением.

### 2011 год — снова попытка завоевать Кубок России

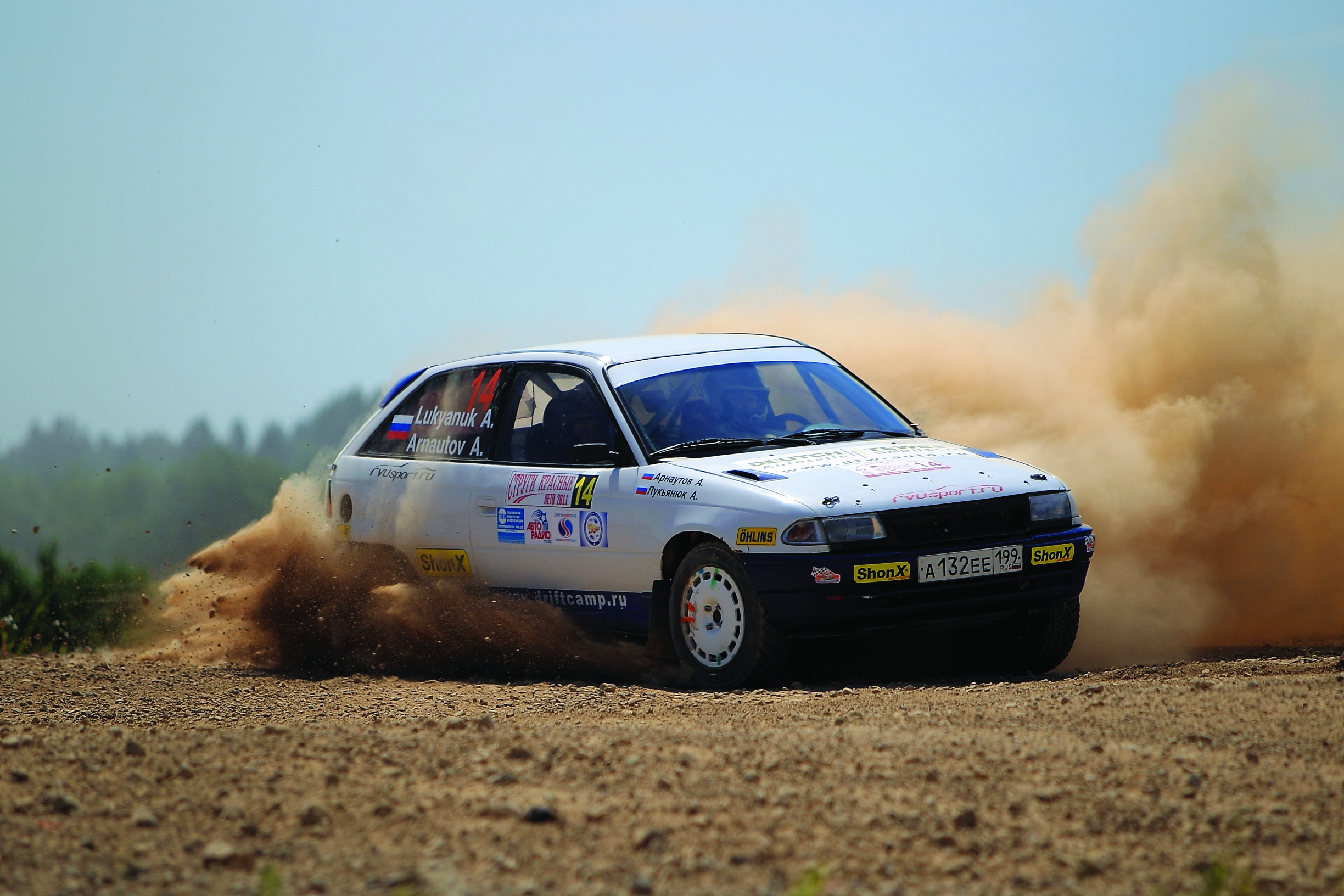
Алексей Лукьянюк и Алексей Арнаутов на ралли Струги Красные 2011 - Кубок России по ралли

- «Ралли Струги Красные Зима» — 1-е место в классе
- «Ралли Яккима» — 1-е место в классе
- «Ралли Голубые Озера» — 1-е место в классе
- «Струги Красные. Лето» — сход по технике — привод
- «Ростов Великий» — гонка проходит на базе действующего карьера. Даже отличные амортизаторы «Олинз» не выдержали трассы благоволящей только местным Белазам и экипаж оформил сход.
- «Ралли Выборг» — вновь разваливается привод и от старости «умирает» бензонасос. Снова сход.
- «Санкт-Петербург» — финиш на Опеле на первой позиции в классе и третьей позиции абсолютного зачета! Многие экипажи на полноприводной технике остались разочарованы своим выступлением
- «Псков» — снова подводит двигатель. Снова сход, но к финальной гонке экипаж подходит во всеоружии — максимально возможные 80 очков в зачёте. Только технику подготовить полностью уже не успевает…
- «Туапсе». Ралли проходит драматично: у нас 80 очков, у ближайшего конкурента (Ирек Даутов) — 60. Для победы достаточно просто финишировать, но техника подводит… По дороге на техническую комиссию у машины отвинчивается маховик — сход? Нет, механики за ночь успевают доехать до Краснодара, найти запчасти и подготовить машину к старту, однако, нестандартное сцепление проскальзывает и принято решение сходить с гонки в первый день, поскольку есть супералли, а временной штраф абсолютно не страшен. Механики снова совершают подвиг и в очередной раз перебрав машину подготавливают её к старту на следующий день. Жуткие дожди приводят и так не лучшие горные дороги Туапсе в отвратительную смесь камней и воды, которые фактически уничтожают раллийные автомобили. Ирек тоже сошёл в первый день из-за коробки передач, так что сражение разгорается во второй день. Экипаж едет медленно, чтобы максимально сберечь автомобиль, но всё равно, Опель не выдерживает нагрузок и коробка передач на крутом спуске просто ломается пополам от сверхнагрузок… Сход. Ирек финиширует третьим и Алексеи празднуют свою победу в Кубке России 2011 года в классе 2000Н!!!

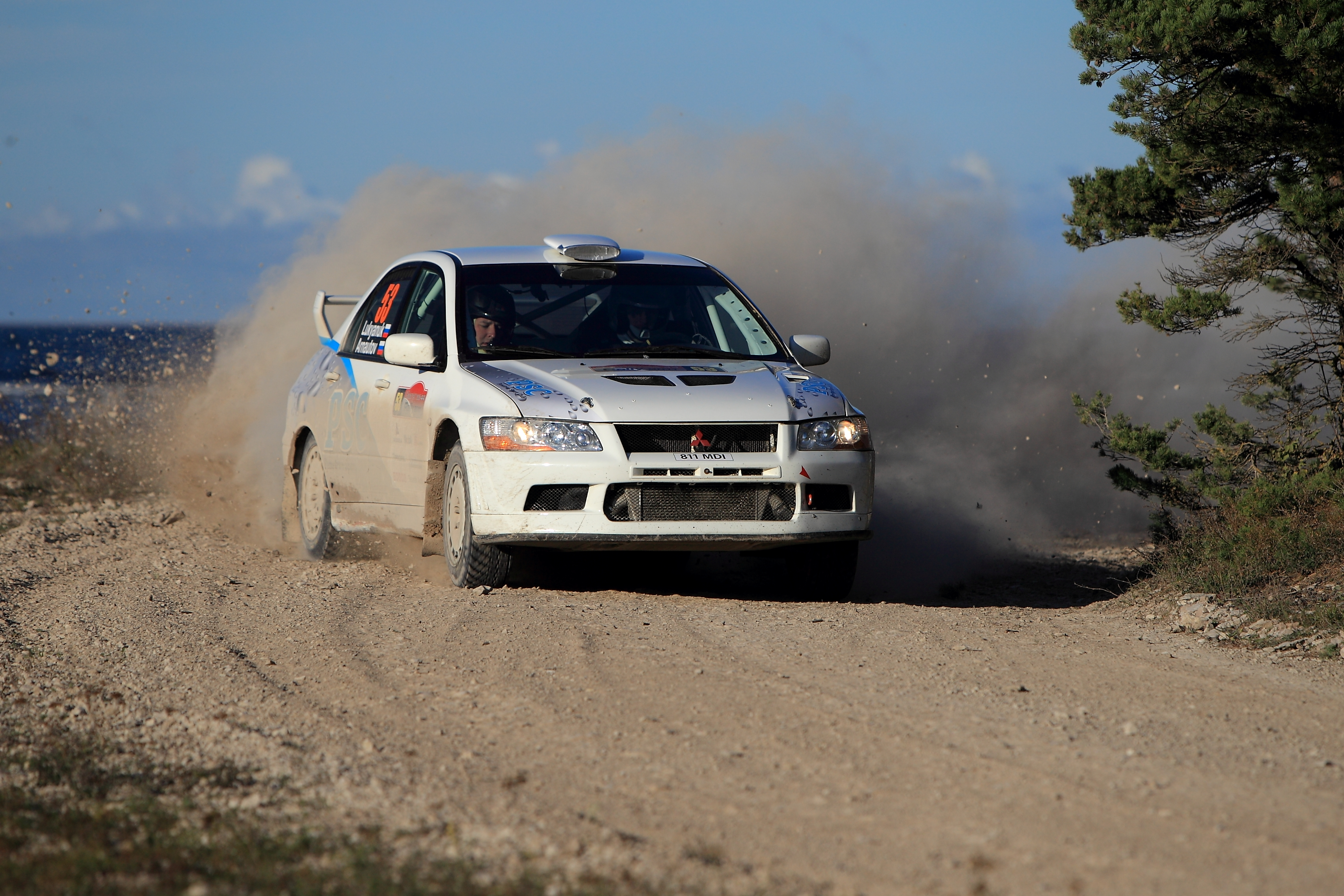
Алексей Лукьянюк и Алексей Арнаутов на ралли Сааремаа 2011

Параллельно с гонками в России, экипаж пробует себя в выступлениях за рубежом, в соседней Эстонии. Страна богатая раллийными традициями предлагает шикарные дороги, отличную организацию гонок и острейшее соперничество во всех классах. Ранее хорошо выступавшие в России экипажи редко добивались в Прибалтике высоких результатов, однако Алексей Лукьянюк показывает, что достоин большего:
- «Таллин» — финиша не достигли — сход по коробке передач. Однако, в классе E10 - двухлитровые автомобили — экипаж постоянно был в числе лидеров.
- «Отепя» — первая гонка такого уровня, практически чемпионат Европы (В 2014 году Ралли Эстония получило статус этапа Чемпионата Европы). Хорошие результаты, драматичная езда, но сломавшийся привод перечеркнул все надежды на успешный финиш.

Финал сезона вышел неожиданным: за счет поддержки бизнесмена Вадима Кузнецова, Алексей получил возможность выступить на полноприводном автомобиле Mitsubishi Lancer Evo 7 на легендарном ралли «Сааремаа». Первый старт на полном приводе получился успешным — пятое место в абсолютном зачете. 

### 2012 год — сезон в Чемпионате Эстонии

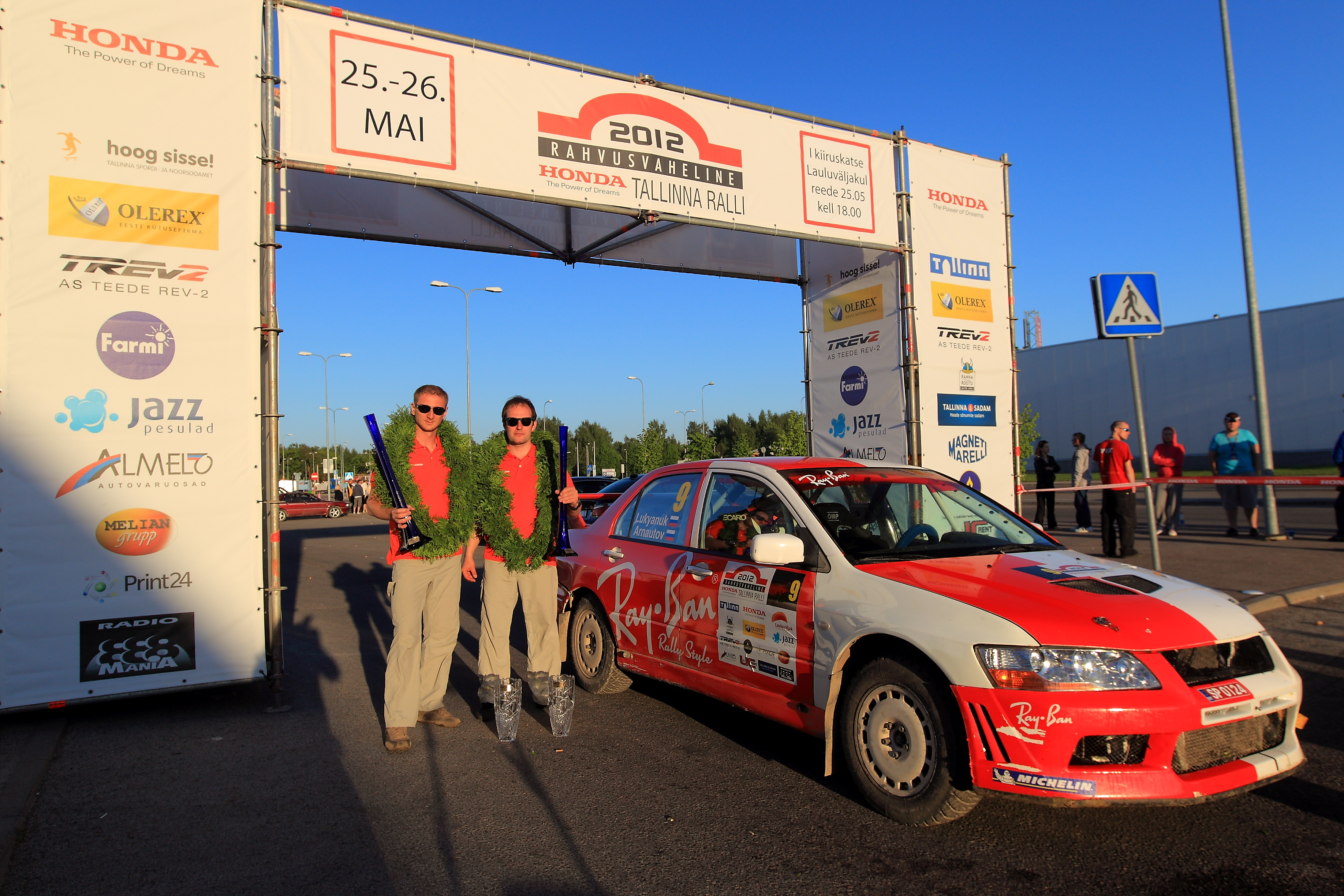
Алексей Лукьянюк и Алексей Арнаутов на финише ралли Таллин

- Ралли Вырумаа — первый в классе и 7-е в абсолютном зачете.
- Ралли Таллинн в 2012 году не попало в число этапов чемпионата Эстонии, но оказалось очень удачным для Алексеев — 1-е место в абсолютном зачете
- Ралли Мадона — первые в классе и 5-е в абсолютном зачете
- Ралли Эстония стала знаковым моментом для Алексея Лукьянюка. На этой гонке состоялся первый старт на Lancer Evo 9 подготовки команды ASRT. Показывая отличные результаты на протяжении всего ралли, экипаж претендовал на первую позицию на подиуме в классе. До признанного лидера в классе, эстонца Каспара Койтлы, оставалось всего 3.4 секунды, когда у машины сломался задний привод и финишировать последние два спецучастка пришлось с приводом лишь на три колеса. Даже в этой сложной ситуации удалось удержать вторую позицию в классе и 7-ю в абсолютном зачёте, при этом первые пять мест заняли автомобили класса WRC и S2000.
- Ралли Выру стало чёрной полосой в выступлениях Алексея. После финиша на 1-й позиции абсолютного зачета гонки, техническая комиссия нашла недочёт в подготовке автомобиля (отсутствие катализатора, который не обязателен по международным нормам, но, к сожалению, обязателен в Эстонии) и результат экипажа был аннулирован. Это перечеркнуло не только результат этой гонки, но и всех выступлений в чемпионате, поскольку по правилам эта гонка идёт в зачёт, а из результатов отбрасывается одна из прочих.
- Ралли Курземе. Алексей получил возможность выступить на латышской гонке «Курземе». Гонку он провёл с Романом Капустиным — штурманом Вадима Кузнецова, человека, который на протяжении последних лет поддерживает выступления Алексея. Однако, на последней секции ралли отказал механизм сцепления и экипаж был вынужден оформить сход.

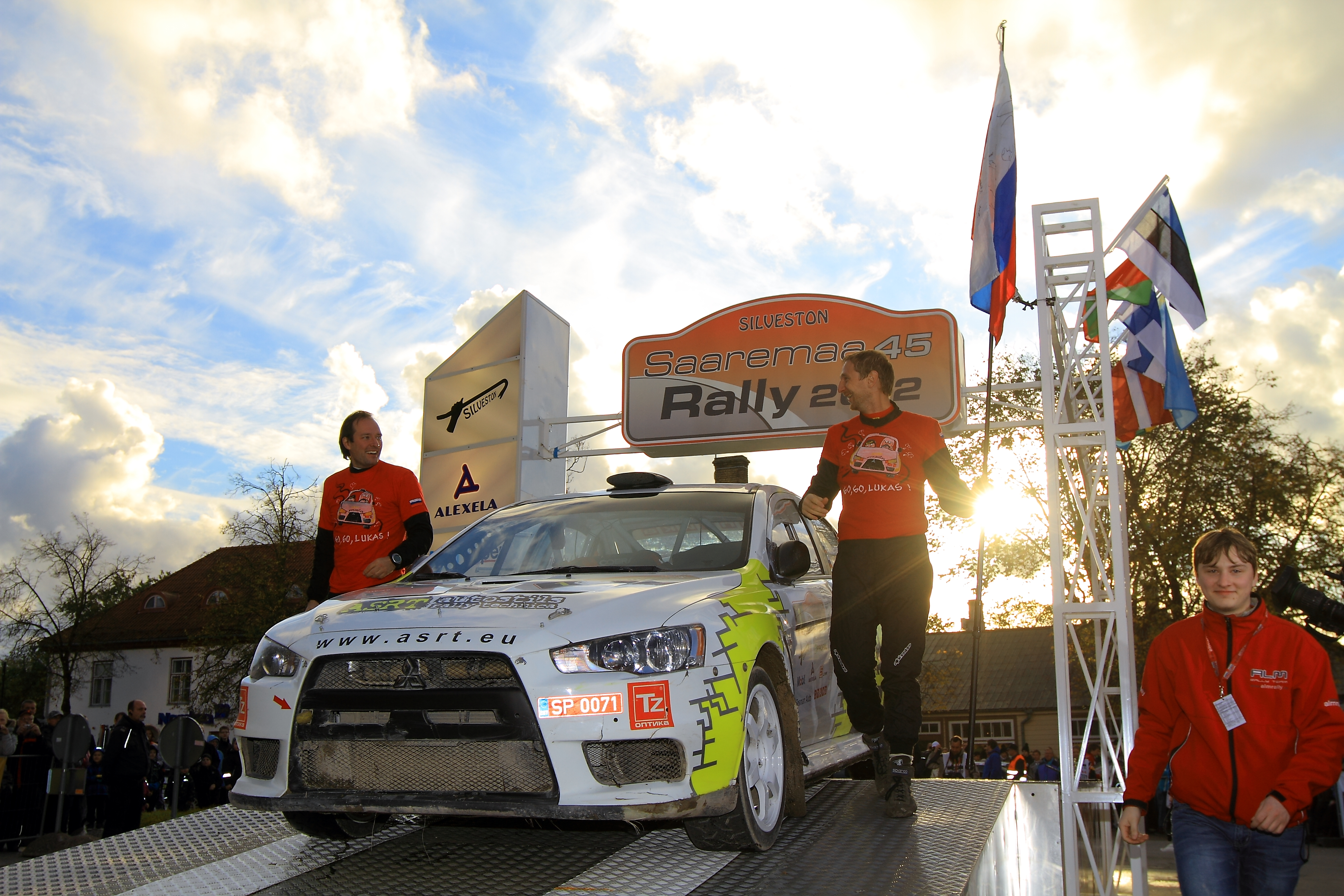
Алексей Лукьянюк и Алексей Арнаутов на подиуме ралли Сааремаа 2012

- Ралли Мульги. Команда ASRT подготовила Лансер 10-й эволюции в классе R4. Стартовав со своим традиционным штурманом Алексеем Арнаутовым, экипаж задал отличный ритм и возглавив гонку, но на одном из спецучастков соскользнул на скользкой после дождя глине в глубокую канаву и очень долго не мог выбраться наружу. Только слаженная работа зрителей помогла вызволить автомобиль и вернуть обратно на трассу. Особенно обидно, что чуть позже спецучасток был полностью отменён. Машина не пострадала и линия финиша была успешно пересечена, но результат — лишь первое место в классе R4 и 33е в абсолютной классификации.
- Ралли Сааремаа. Финальным аккордом сезона стало ралли Сааремаа. Экипаж в 2011 году на нём дебютировал на полном приводе и в 2012 претендовал на высокое место в зачёте R4 и абсолюте. Острейшая борьба разгорелась на последней секции за место в абсолютном зачете с Карлом Круудой, выступавшим на S2000. Алексей рискнул, атаковал на все 100 % и победил. Первый раз в истории гонки, российский экипаж занял на Сааремаа 1-е место в абсолютном зачете.

### 2013 год — Чемпионат Эстонии
Решение бизнесмена Вадима Кузнецова и команды ASRT — Алексей Лукьянюк заявлен на весь год в чемпионатах Эстонии и Латвии на машине Lancer Evo X в классе N4.
- Лиепая-Вентспилс. Гонка получила статус чемпионата Европы и из-за длины дистанции стала состоять сразу из двух этапов чемпионата Латвии. Первые полтора дня и первый этап экипаж провёл на высшем уровне. 1-е место на этапе чемпионата Латвии в абсолютном зачёте с отрывом в полторы минуты от ближайшего соперника! и 3е в общей классификации чемпионата Европы по итогам дня. На следующее утро продолжилась борьба за 3е место в чемпионате Европы и начался новый этап чемпионата Латвии. Весь день шла борьба с опытным Франсуа Делякуром и чаша весов чаще оказывалась на стороне Лукьянюка. Однако, к исходу дня, на котором был только удалённый сервис вместо обычного, с ограниченными возможностями механиков, не удалось восстановить повреждённую защиту двигателя. Защита была утеряна на 14-м спецучастке, а неудачно встретившаяся кочка повредила масляный радиатор. Сход. По итогам ралли, Алексею Лукьянюку была вручена награда Colin McRay Trophy, которая вручается лишь тем гонщикам, которые показали выдающиеся результаты и боролись за победу до конца.
- Ралли Выру тоже оказалось не удачным. Экипаж сразу возглавил зачёт в классе, но на 5-м спецучастке на высокой скорости развалилось заднее правое колесо и перебило управление насосом дифференциала. Удалось финишировать, но скоростью пришлось жертвовать. Как итог — лишь 12е место в классе.
- Ралли Таллинн уже полюбилось питерскому экипажу, но в этот год в чемпионат вернулся опытный Отт Тянак, недавний участник чемпионата мира за заводскую команду Форд, и борьба перешла на принципиально другой уровень. Острейшее состязание длилось весь день и завершилось в пользу Тянака с перевесом всего в 0.6 секунды. Итог: 2е место в классе и 3е в абсолюте.
- Ралли Талси. И вновь продолжается борьба с Тянаком. Несмотря на присутствие в канале техники WRC, Алексей показывает 4 победы на спецучастках (из 12) и после 6го СУ возглавляет гонку. К сожалению, неудачный прыжок на трамплине последнего спецучастка приводит лишь к 12-й позиции в абсолютном зачет и 5-й в классе.
- Ралли Выру. Напряжённая борьба по всей гонке. Острейшее напряжение. Маленькая ошибка в одном из поворотов приводит к вылету с трассы в деревья. Сход. Экипаж не пострадал, но автомобиль полностью уничтожен.
- Ралли Эстонии. Построить новый автомобиль после аварии в Выру команда не успевала и был арендован бывший автомобиль Сима Планги Lancer Evo 9. Несмотря на недавнюю аварию Алексей показал потрясающую скорость на непривычном для себя автомобиле. Итог: Подиум на 3-м месте абсолюта следом за машиной WRC и S2000. Поднялись на 1-е место в зачёте чемпионата Латвии и 2-е место Чемпионата Эстонии.

#### Чемпионат Мира, Финляндия, Neste Oil Rally
В 2013 году Алексей первый раз пробует свои силы на этапе Чемпионата Мира. Финские легендарные дороги, очень быстрые, изобилующие трамплинами, где машина чаще летит, чем едет, обычно, безжалостны к новичкам. Но экипаж быстро вкатывается и на зрительском спецучастке показывает 8-е время в абсолюте! К концу второго дня Алексей поднялся до 12-й строчки в протоколах с 10 минутным преимуществом в классе над ближайшим преследователем. Обидный прокол на легендарном СУ «Оунинпохья» отбросил экипаж на 16-е место в абсолюте, но положение в классе всё равно осталось недосягаемо - 1-е место в Class 3.

### 2014 год — Чемпионат Эстонии и Чемпионат России

#### Чемпионат России

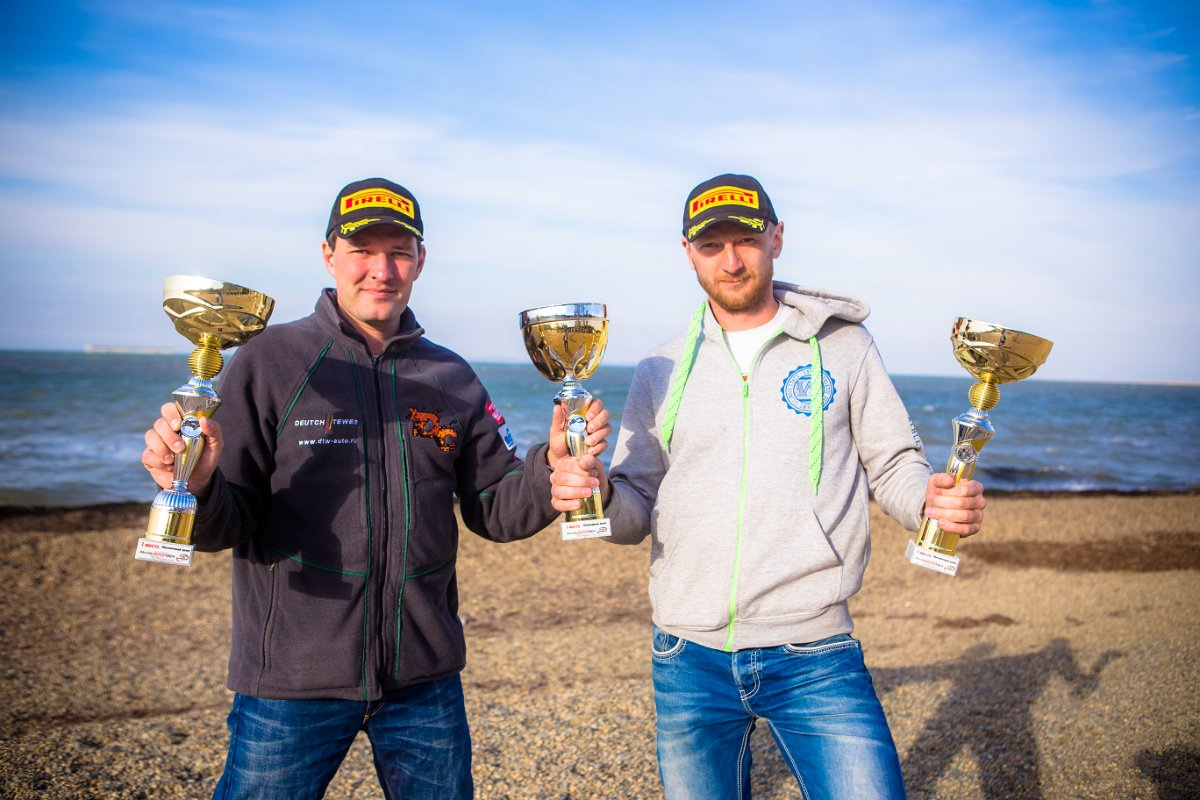
На финише ралли Кубань - финала чемпионата России по ралли 2014 сезона

- Ралли Горный Лён. Из-за штурманской ошибки, экипаж получает 4 минуты пенализации, что ставит крест на первом месте в гонке. Итог: 2-е место в классе и 3е в абсолютном зачете
- Ралли Пено. Обидный вылет с трассы на зрительском спецучастке и сход с гонки.
- Ралли Карелия. Долгожданная победа — 1-е место в абсолютном зачете
- Ралли Белые Ночи. Быстрые дороги Карелии покорились Петербургскому экипажу — 1-е место в абсолютном зачете
- Ралли Южный Урал. Хорошее начало гонки, несмотря на дождливую погоду, выиграна первая секция с хорошим преимуществом. Однако, на второй секции перебитая тормозная трубка заставила экипаж резко сбросить скорость. А 40 км по горному серпантину без тормозов отбросили экипаж далеко назад. Даже несмотря на отсутствие тормозов, Алексей показывал результаты, которым могли бы позавидовать многие обладатели полноприводной техники. Вновь 2-е итоговое место в классе и 3е в абсолюте.
- Ралли Предгорья Кавказа. Хорошая быстрая гонка в исполнении Алексея. Несмотря на сход основных соперников, он продолжал до финиша радовать болельщиков быстрой, напористой ездой.
- Ралли Кубань. Финальный аккорд в Чемпионате России 2014 года. Блестящая победа Алексея, и звание Чемпионов России 2014 достаётся Петербуржскому экипажу!

#### Чемпионат Эстонии

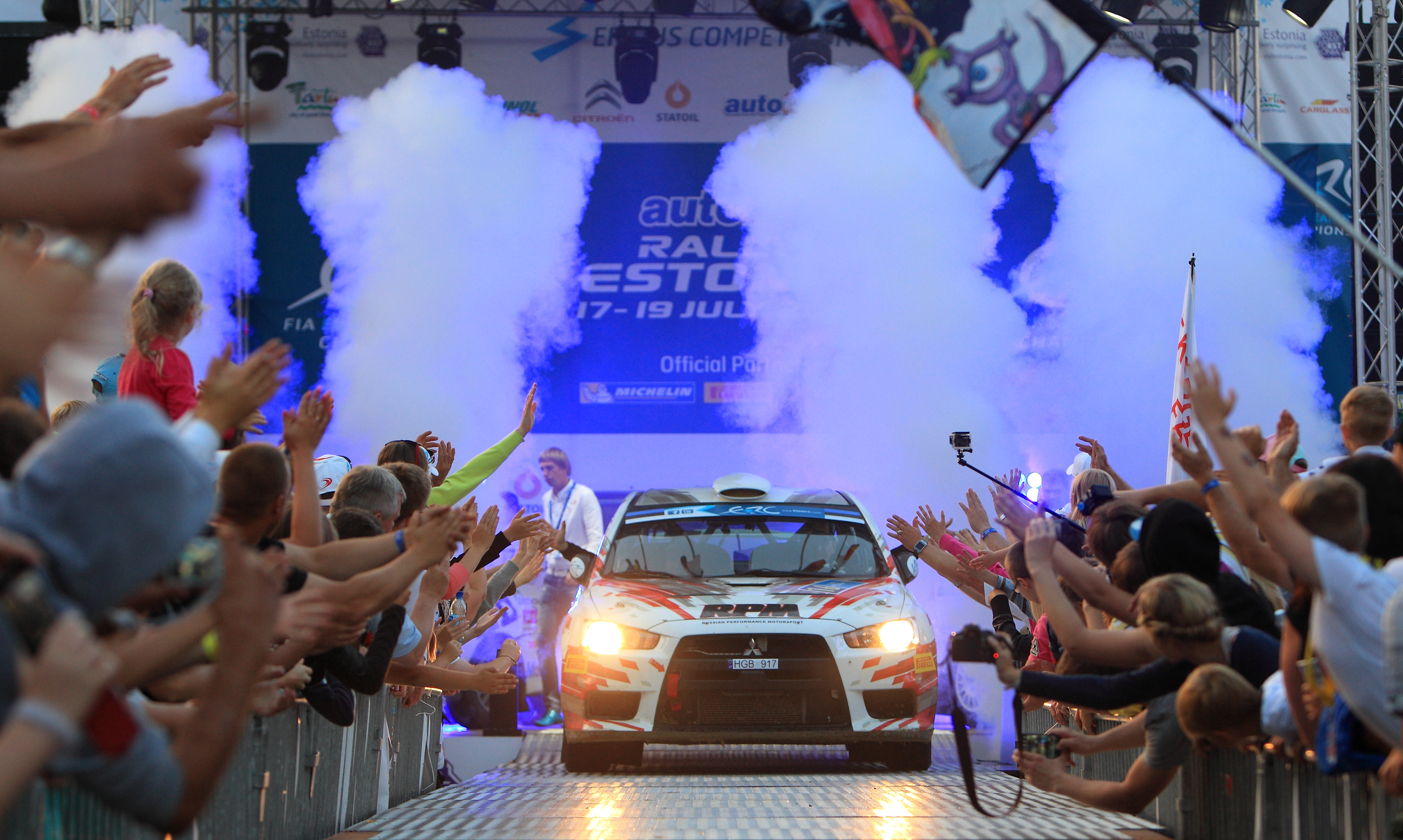
Лукьянюк съезжает с подиума Ралли Эстония - этапа чемпионата Европы по ралли

- Ралли Vorumaa. Экипаж пропустил данный этап, поскольку даты гонки совпадали с Ралли Пено - этапом чемпионата России по ралли.
- Ралли Harju. Новая гонка в окрестностях Таллина получила первого абсолютного победителя. В 2014 году им стал россиянин Алексей Лукьянюк. Никто из соперников даже на более мощной технике не смогу угнаться за ним.
- Ралли Viru. Ожесточённая борьба с Тиму Кырге на протяжении всей гонки, окончилась победой эстонца на технике классом выше. Алексей получил заслуженную победу в классе N4 с солидным отрывом от остальных конкурентов.
- Ралли Estonia. В 2014 году данный этап вошёл в программу Чемпионата Европы и экипаж решил принять в нём участие, при этом несколько последних допов параллельно были спецучастками Чемпионата Эстонии. Скорость Алексея заставила конкурентов и болельщиков говорить преимущественно о российском экипаже. Убедительная победа в классе и второе место по итогам этапа Чемпионата Европы, а кроме того, Colin McRae ERC Flat Out Trophy — престижная награда, которая вручается только за потрясающую езду, была во второй раз вручена Алексею.
- Ралли Kurzeme. Алексей уверенно провёл гонку и добился победы в абсолютном зачёте. К сожалению, основной конкурент — Тиму Кырге был вынужден пропустить данный этап.
- Ралли Tartu. Ещё одна уверенная победа в Абсолюте! И досрочное звание Чемпионов Эстонии в классе N4!
- Ралли Сааремаа. Культовая гонка для прибалтийских гонщиков. 147 экипажей на старте из Прибалтики, Финляндии и России и многих других государств. На данном этапе, Алексей мог получить помимо звания Чемпиона Эстонии в классе N4 ещё и звание абсолютного Чемпиона. Поэтому, приходилось сдерживать себя и не рисковать сверх меры. Дождь подпортил дорожное покрытие и местами стало очень скользко и опасно. Алексей поддерживал высокий темп на протяжении всей гонки и до последнего спецучастка мог побороться за победу на этапе, но разворот на последнем, десятом спецучастке, стоил десяти секунд потери времени на допе, а также второго места. Итог: третье место в абсолютном зачете и второе место в классе, но звание Чемпиона Эстонии в абсолютном зачёте впервые досталось россиянину Алексею Лукьянюку!

### 2015 год —Чемпионат Европы

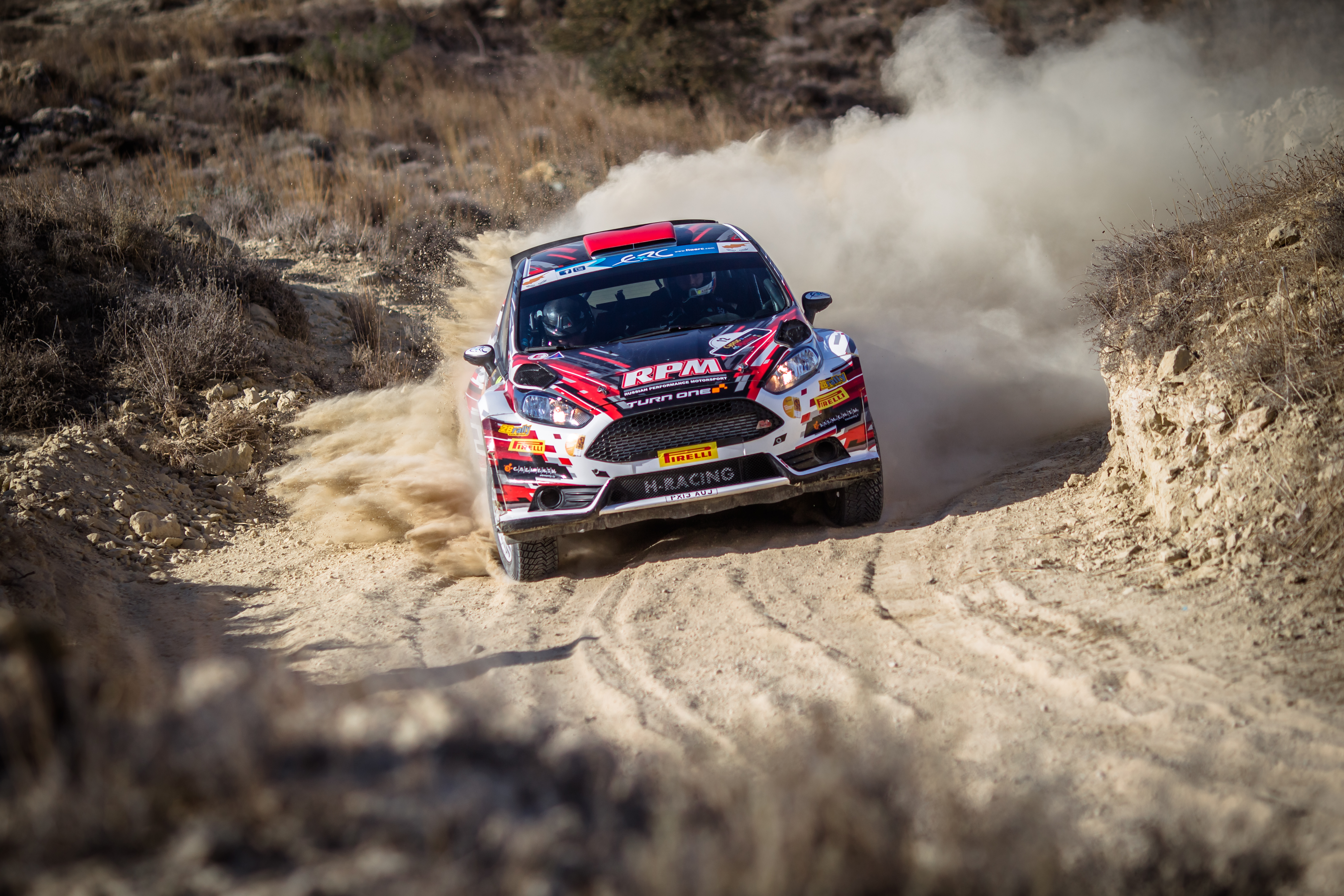
Ралли Кипр - 8-й этап чемпионата Европы 2015

- Старт сезона в Австрии - ERC Janner Rally. Лукьянюк выступает под белорусскими лицензиями (требование спонсоров) с украинским штурманом Евгением Червоненко, помогающим с выездами на этапы чемпионата Европы. Команда носит название We Want Peace и автомобиль Ford Fiesta R5, арендованный у чешской команды H-Racing несёт на борту три флага, символизируя дружбу между Украиной, Россией и Беларусью.
- В сезоне 2015 года Алексей проехал 6 этапов, пропустив гонки в Португалии и Германии.
- В течение 2015 года Алексей получил три престижнейшие награды за отчаянную езду и волю к победе - FIA ERC Colin McRae Flat Out Trophy: На ралли Австрии победа досталась за подъём с 22 на 3 место абсолюта; на ралли Эстонии – за невероятную победу и первое место в «абсолюте» на автомобиле Mitsubishi Lancer Evolution X, в то время как соперники выступали на более мощной технике выше классом; на Ралли Кипр – за то, что не сдался и продолжал борьбу, несмотря на большое количество технических проблем, таких, как сломанные электроусилитель и задний стабилизатор, двигатель, теряющий мощность и др.

Итог сезона 2015 - 3 место в общей классификации. Побед: 	2
Очков: 	157
Выигранных спецучастков: 32